# Foothills of the San Gabriel Valley

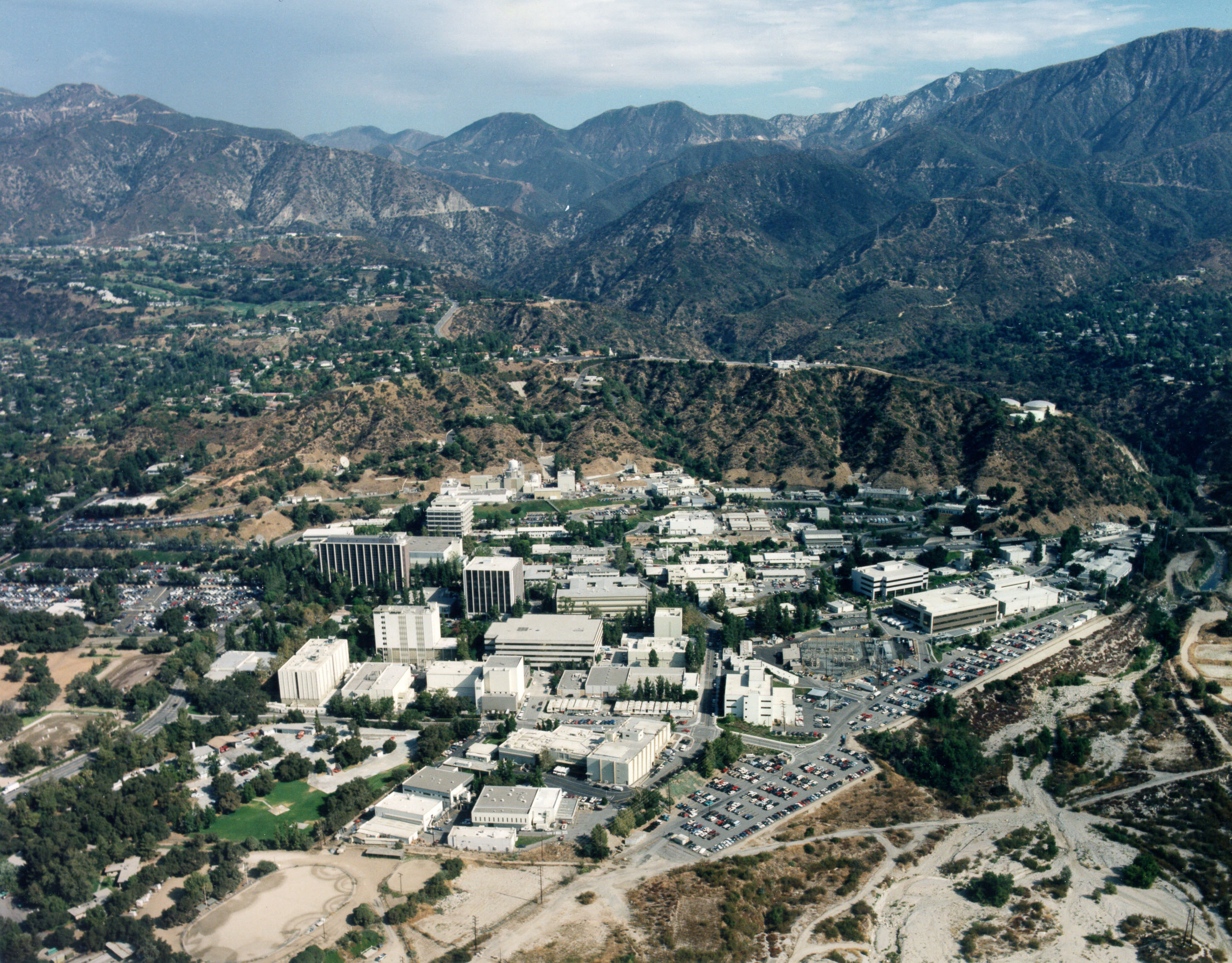
El complex Jet Propulsion Laboratory a La Cañada, en els contraforts del San Gabriel Valley occidental.

Els contraforts de la Vall de Sant Gabriel, en anglès:Foothills of the San Gabriel Valley es refereix al contraforts i turons del San Gabriel Valley situat al Comtat de Los Angeles, Califòrnia, Estats Units. Inclouen els contraforts de San Gabriel Mountains, i muntanyes baixes i turons de la regió de Greater Los Angeles.

## Geografia
Les serraladessón força paral·leles a la falla San Andreas fault.

### Contraforts i turons
- Foothills of the San Gabriel Mountains – al llarg de la cara sud.
- Puente Hills
- San Jose Hills
- San Rafael Hills
- South Hills
- Verdugo Mountains

## Ambients naturals
Els contraforts proporcionen un cinturó verd i contenen parcs regionals. Presenten un clima mediterrani amb una ecoregió de vegetació de chaparral i arbredes i hàbitats de sabana de roures (Oak savanna) 
Aquest tipus de vegetació ha evolucionat amb els incendis forestals i algunes espècies de plantes en depenen. Els incendis han d'ocórrer en un període d'entre 30 i 150 anys si són més freqüents ocasionen pèrdua d'hàbitat i la conversió a herbassar d'espècies no natives. Els boscos montans són generalment de pins i avets i es presenten en altituds més elevades entre els 1000 i 2600 metres.

## Perill d'incendi
DEl risc d'incendi en aquests contraforts és molt alt i pot ser agreujat per l'Escalfament global.